# Сінкансен 500
Сінкансен 500 — найшвидший, найпотужніший та найдорожчий електропоїзд на лініях Сінкансен у Японії. Проєктна швидкість електропоїзда становить 320 км/год., проте максимальна службова швидкість — 300 км/год. Для забезпечення комфортного та безпечного пересування використовується комп'ютерне керування ходовою частиною. Витрати на будівництво одного рухомого складу оцінюються у 5 млрд єн (понад 45 млн доларів США), тому побудовано лише дев'ять електропоїздів.
У 1998 році електропоїзд отримав 41-шу Блакитну стрічку залізничної організації.

## Конструкція
В електропоїзді кожен тяговий електродвигун трифазного змінного струму, має вихідну потужність 285 кВт, або 275 кВт у варіанті W2. Всі вагони в електропоїзді мають системи тяги, завдяки чому загальна вихідна потужність становить 18,24 МВт або 25000 к. с. або 17,6 МВт у варіанті W2.
Для зменшення надлишкового шуму, який створюється хвилею стисненого повітря при виході з тунелю, було вирішено зробити у головних вагонів гострий ніс, за аналогією з надзвуковими авіалайнерами типу Конкорд, зі скосом, що йде на 15 з 27 м довжини вагона.

## Перепризначення
З поступовим збільшенням кількості електропоїздів серії N700, що призначені на маршрути Нодзомі, 500-ту серію на маршруті з 15 березня 2008 року було скорочено лише до двох зворотних рейсів між Токіо та Фукуокою. П'ять із дев'яти складів скорочено до 8-вагонних і відправлено на маршрути Кодама на Санйо-сінкансен, замінюючи електропоїзди нульової серії. 28 березня 2008 року презентовано для ЗМІ перший модернізований восьмивагонний склад. В усіх пасажирських салонах заборонено палити, хоча встановлено відсіки для паління.

## Експлуатація
У комерційній експлуатації конструкційна швидкість не досягалася. Після капітального ремонту термін служби електропоїзда подовжено. У 2015 році один з восьмивагонних електропоїздів оформлено в стилі аніме Evangelion (серії виповнювалося 20 років, а подія розгорталася саме 2015 року). У такому вигляді електропоїзд курсував до 2016 року. Крім того, один із головних вагонів передано до музею, який був відкритий у 2016 році.